# 布宜诺斯艾利斯都主教座堂
布宜诺斯艾利斯都主教座堂（西班牙語：Catedral Metropolitana de Buenos Aires）是天主教布宜诺斯艾利斯总教区的座堂，位于布宜诺斯艾利斯市中心的五月广场，圣马丁街和里瓦达维亚街转角。布宜諾斯艾利斯地鐵D線於此設有同名的主教座堂站
布宜诺斯艾利斯都主教座堂在16世纪初建时颇为简陋，因此后来曾多次重建。目前的建筑是多种建筑风格的混合，有18世纪的中央走道和圆顶，以及19世纪的新古典主义立面，但没有钟楼。内部保留了18世纪珍贵的雕塑和祭台装饰，以及丰富的新文艺复兴和新巴洛克装饰。

## 历史

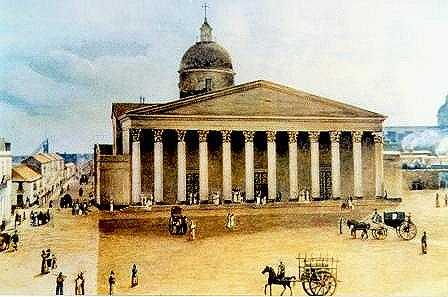
1829年時的主教座堂

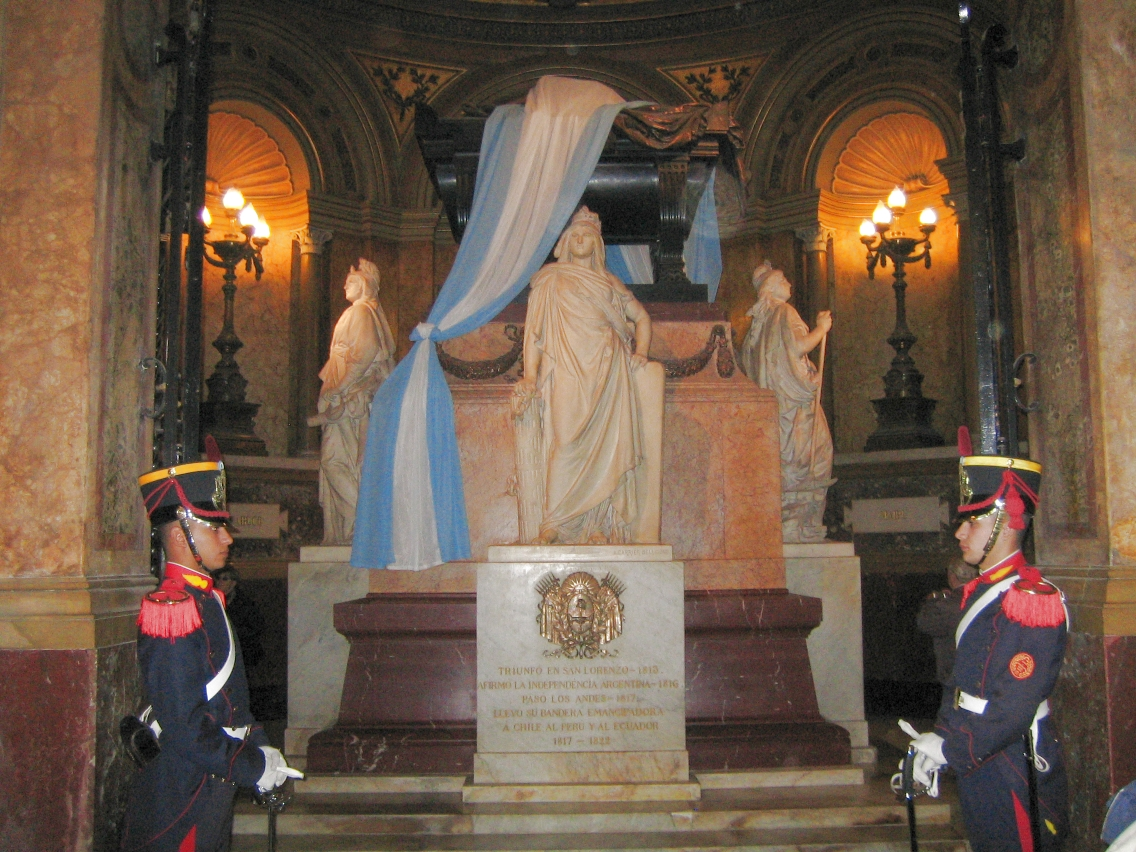
教堂内的何塞·德·圣马丁將軍陵寢

1580年布宜诺斯艾利斯建城之初，就将面向主广场的一块土地保留作为该市主要的教堂之用。目前的主教座堂仍然位于这个地点，但是已经经过了数次重建。